# Биокоммуникация
Биокоммуникация (от греч. βίος — жизнь и лат. communico — связываю, общаюсь) — связь, общение между особями животных одного или разных видов путём передачи информации при помощи различных сигналов.
Передача информации (генерация) осуществляется специальными органами (голосовой аппарат, пахучие железы, форма тела, поза, окраска, поведение животного и т. п.). Приём информации (рецепция) осуществляется на сенсорном уровне, органами обоняния, вкуса, зрения, слуха, электро-, термо-, механо- и др. специальными рецепторами. Передаваемые сигналы обрабатываются в разных частях нервной системы, сопоставляются (интегрируется) в её высших отделах, где формируется ответная реакция организма.
Сигналы животными подаются в различных контекстах, которые соответственно влияют на их значение, к примеру, с их помощью обеспечивается защита от врагов и неблагоприятных факторов среды, облегчается поиск корма, особей противоположного пола, происходит общение родителей и потомства, регулируются внутри- и межвидовые взаимодействия и др.
Изучение поведения организмов, их сигнализации, общения и связей позволяет глубже понять механизм структурирования видового населения и наметить пути и способы управления его динамикой. Для многих видов животных этологами, зоопсихологами и другими специалистами составлены каталоги с описанием языка поз, мимики, жестов. Английский учёный Тинберген установил около 19 различных значений «мимики» слона, также учёным удалось расшифровать 14 из 20 сигналов, которыми обмениваются муравьи.
Системы коммуникаций, которыми пользуются животные, И. П. Павлов назвал первой сигнальной системой. Он подчёркивал, что эта система является общей для животных и человека, поскольку для получения информации об окружающем мире человек использует фактически те же системы коммуникаций.
Основная часть сигналов у животных строго видоспецифична, однако среди них есть и такие, которые информативны и для представителей других видов. Так в Африке водопой одновременно используется разными животными, например, гну, зеброй и водяным козлом. Если зебра с её острым слухом и обонянием чует приближение льва или другого хищника, её действия также информируют об этом соседей по водопою.
В зависимости от степени развития у животных тех или иных органов чувств, при общении могут использоваться разные способы коммуникаций.

## Способы биокоммуникаций

### Ольфакторная коммуникация
Наиболее распространённый способ передачи информации в животном мире, который осуществляется путём выработки некоторых продуктов обмена веществ с одной стороны, с другой воспринимается органами обоняния. Химические сигналы долго сохраняются, обходят препятствия, могут использоваться в ночное время, указывают на определённые предметы или события во внешней среде.

### Акустическая коммуникация
Применяется для передачи информации на большие расстояния путём создания звука. Например, прямокрылые насекомые (кузнечики, сверчки) активно используют звуковые сигналы при помощи сведения или разведения надкрылий для привлечения противоположного пола. Призывной сигнал у кузнечиков (Tettigonioidea) может восприниматься с расстояния до 40 м.

### Механическая коммуникация
Происходит за счёт чувствительности рецепторов кожного покрова и опорно-двигательного аппарата, вибриссами, то есть путём осязания. Такой способ коммуникации возможен только на близком расстоянии.

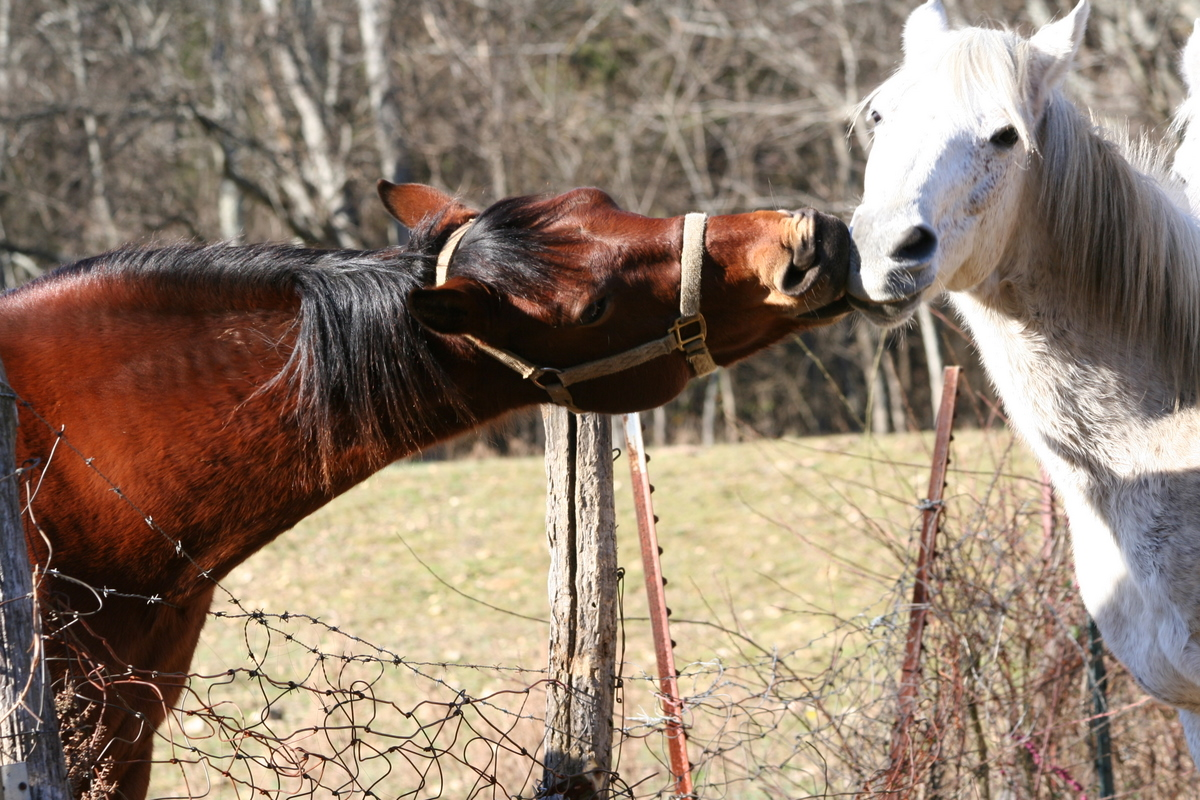
Тактильная коммуникация (физический контакт друг с другом) занимает у общественных видов животных значительную часть времени

### Оптические связи и визуальная сигнализация
Информативными элементами являются контуры, размеры, окраска, цветовые узоры тела, ритуальные движения, жесты и мимика. Так пчёлы, обнаружив источник пищи, возвращаются в улей и оповещают остальных пчёл о его расположении и удалённости с помощью особых перемещений на поверхности улья (т. н. танец пчёл).

### Биотелелокация
Используется круглоротыми, рыбами и некоторыми видами земноводных и осуществляется акустико-латеральной системой, так называемой боковой линией (linea lateralis).
Основная функция боковой линии — восприятие низкочастотных колебаний, направления и скорости воды, что даёт возможность животным обходить препятствия и ориентироваться без помощи зрения. Некоторые круглоротые и рыбы способны ощущать напряжение силовых линий электромагнитных полей.

### Комплексная коммуникация
Комплексная коммуникация — это система сигнальных структур и поведенческих реакций. Как правило, общение животных осуществляется одновременно по нескольким каналам связи. Например, «язык» пчёл мультимодален и имеет визуальный, тактильный, слуховой и химические аспекты.